# Chorinaeus mongolicus
Chorinaeus mongolicus là một loài tò vò trong họ Ichneumonidae.